# Lucky Luke à Desperado-City
Lucky Luke à Desperado-City ou Desperado-City est la cinquième histoire de la série Lucky Luke par Morris. Elle est publiée pour la première fois en 1948 du no 546 au no 566 du journal Spirou. Puis est publiée dans l'album Rodéo en 1951.

## Synopsis
Lucky Luke entre à Desperado City, une ville où règnent les bandits de tout acabit, en particulier les frères Pistol. Ceux-ci affrontent vite Luke qui les capture lors d'une attaque de diligence. Mais il semble s'être fait beaucoup d'ennemis dans la ville et bientôt c'est la lutte ouverte entre lui et les bandits de Desperado City. Le croque-mort est le patron de tous ces gens qui libèrent les frères Pistol et réussissent à capturer Lucky Luke. Celui-ci est sauvé de justesse de la pendaison par un troupeau de bétail affolé. Lucky Luke réussit alors à neutraliser le croque-mort puis les frères Pistol.

## Personnages
- Lucky Luke
- Frères Pistol : l'un d'eux, le plus grand, s'appelle Joe. Ils font la pluie et le beau temps à Desperado City.
- Le shérif de Desperado City : lâche et incompétent, il s'adonne sans vergogne au jeu.
- Jim : homme d'affaires de Desperado City, il est nommé shérif de la ville (renommée Justice City) après la capture des frères Pistol.
- C. Formol : croque-mort de la ville, il dirige la bande de desperados qui hante la ville.

## Publication

### Revues
L'histoire est parue dans le journal Spirou, du no 546 (30 septembre 1948) au no 566 (17 Fevrier 1949).